# Ankarolol
Ankarolol je beta blokator.